# Districtul Bougtoub
Bougtoub este un district din provincia El Bayadh, Algeria.